# Bradysia auriculariae
Bradysia auriculariae är en tvåvingeart som beskrevs av Yang och Zhang 1994. Bradysia auriculariae ingår i släktet Bradysia och familjen sorgmyggor. Inga underarter finns listade i Catalogue of Life.